# Von Richthofen
Von Richthofen (ook: Praetorius von Richthofen) is een geslacht waarvan leden sinds 1661 tot de Boheemse, later ook Duitse adel behoren.

## Geschiedenis
De bewezen stamreeks begint met Sebastian Schmidt genaamd Faber, of Fabricius (1515-1553) die aartsdiaken in Bernau was en daarna pastor in Potsdam. Diens zoon Samuel Faber (1543-1605) was onder andere burgemeester van Frankfurt (Oder) en werd geadopteerd door zijn verwant, de aartsbisschoppelijke adviseur Paulus Schulze, later: Sculterus, tot slot: Praetorius (1521-1564/1565) die een keizerlijke wapenbrief bezat. Samuels kleinzoon Johann Praetorius werd in 1661 opgenomen in de Boheemse ridderstand met als toenaam von Richthofen. In 1881 verkregen alle leden van het geslacht de naam (Praetorius) von Richthofen.
De meeste leden behoren tot de baronale takken, een tak bezat tot 1945 de titel van graaf bij eerstgeboorte, verbonden aan het bezit van Sichów (Męcinka) (de overigen voerden de titel Freiherr/Freiin), en er bestaat een ongetitelde adellijke tak.
In 1933 ontstond een band met de Nederlandse adel door het huwelijk van Wally Olga Elisabeth Vera Ursula Freiin von Richthofen (1907-2002) met mr. Godert Willem baron de Vos van Steenwijk (1895-1940).

## Enkele telgen
Sebastian Schmidt genaamd Faber, of Fabricius (1515-1553),  aartsdiaken in Bernau, daarna pastor in Potsdam
- Samuel Praetorius (1543-1605), laatstelijk burgemeester van Frankfurt aan de Oder
  - Tobias Praetorius (1576-1644), ambtshoofdman
    - Johann Praetorius von Richthofen (1611-1664), verkreeg in 1661 Boheemse adelserkenning en werd opgenomen in de Boheemse ridderstand met het predicaat von Richthofen
      - Samuel Praetorius von Richthofen (1656-1721), stamvader van de Linie Hertwigswaldau (Mściwojów)
      - Johann Praetorius von Richthofen (1661-1739), stamvader van de Linie Barzdorf (Strzegom)

### Linie Hertwigswaldau
Samuel Praetorius von Richthofen, heer van Nieder-Hertwigswaldau enz. (1656-1721)
- Samuel Freiherr von Richthofen, heer van Ober- en Nieder-Hertwigswaldau enz. (1713-1786), landraad, in 1735 verheven tot Boheems Freiherr
  - Gottlob Samuel Freiherr von Richthofen, heer van Hertwigswaldau en Ossenhahr (1736-1761)
  - Gottlieb Freiherr von Richthofen, heer van Ober- en Nieder-Hertwigswaldau enz. (1741-1803), landraad
    - Wilhelm Freiherr von Richthofen, heer van Ober- en Nieder-Hertwigswaldau (verkocht) enz. (1711-1861)
      - Eugen Freiherr von Richthofen, heer van Reinischdorf enz. (1810-1896), stamvader van de tak Reinischdorf die uitstierf
        - Ulrich Graf von Richthofen-Seichau, heer van Sichów enz. (1846-1917), verheven tot graaf bij eerstgeboorte verbonden aan het fideï-commis van Sichów
          - Willi Graf von Richthofen-Seichau, heer van Sichów enz. (1846-1917), majoor
            - Manfred  Graf von Richthofen-Seichau, laatste graaf en heer van Sichów enz. (1903-1945); trouwde in 1928 met Sigrid Johanson (1898-1977), actrice

      - Lothar Freiherr von Richthofen, heer van Karlowitz enz. (1817-1893), Landesältester, luitenant, stamvader van de tak Karlowitz
        - Walter Freiherr von Richthofen (1850-1898), medestichter en ereburger van de stad Denver
        - Friedrich Wilhelm Freiherr von Richthofen (1855-1929), officier
          - Dr. Adam Freiherr von Richthofen (1888-1962), schrijver en genealoog
          - Max Freiherr von Richthofen (1891-1945), officier
            - Fritz Freiherr von Richthofen (1936), koopman, chef de famille
            - Hans Freiherr von Richthofen (1937), koopman
              - Thomas Freiherr von Richthofen (1976), vermoedelijke opvolger als chef de famille